# Vejlø Sogn
Vejlø Sogn 
ist eine Kirchspielsgemeinde (dän.: Sogn)
auf der Insel Sjælland im südlichen Dänemark.
Bis 1970 gehörte sie zur Harde Hammer Herred im damaligen Præstø Amt, danach zur Næstved Kommune im Storstrøms Amt, die im Zuge der  Kommunalreform zum 1. Januar 2007 in der „neuen“ Næstved Kommune in der Region Sjælland aufgegangen ist.
Im Kirchspiel leben 2160 Einwohner (Stand: 1. Januar 2023).
Im Kirchspiel liegt die Kirche „Vejlø Kirke“.
Nachbargemeinden sind im Norden Sankt Mortens Sogn, im Nordosten Rønnebæk Sogn und im Osten Vester Egesborg Sogn.